# 马湘君
马湘君（1964年10月30日—）是一名中国女子射箭运动员。她在1992年巴塞罗那奥运会中获得女子射箭团体银牌。她也参加了1986年亚洲运动会，并获得1枚金牌、1枚银牌和1枚铜牌。